# Садки (Донецкая область)
Садки (укр. Садки) — село на Украине, находится в Тельмановском районе Донецкой области. Под контролем самопровозглашённой Донецкой Народной Республики.

## География
Село расположено на правом берегу реки под названием Грузский Еланчик. К востоку от населённого пункта проходит граница между Украиной и Россией.
С: Михайловка, Греково-Александровка (все выше по течению Грузского Еланчика)
СЗ: Зерновое, Первомайское
СВ: Новоалександровка, Зелёный Гай
З: Терновка
В: —
ЮЗ: Свободное, Калинино, Октябрьское
ЮВ: —
Ю: Радянское, Зори, Ивановка, Коньково (все ниже по течению Грузского Еланчика)

## Население
Население по переписи 2001 года составляло 134 человека.

## Общие сведения
Код КОАТУУ — 1424883207. Почтовый индекс — 87100. Телефонный код — 6279.

## Адрес местного совета
87170, Донецкая область, Тельмановский р-н, с.Михайловка, ул.Центральная, 13а